# Jiangjin
Jiangjin is een stad in de provincie Chongqing van China. Jiangjin is ook een arrondissement. 
Jiangjin (andere naam is Jingzhou) heeft 817.888 inwoners (2020)

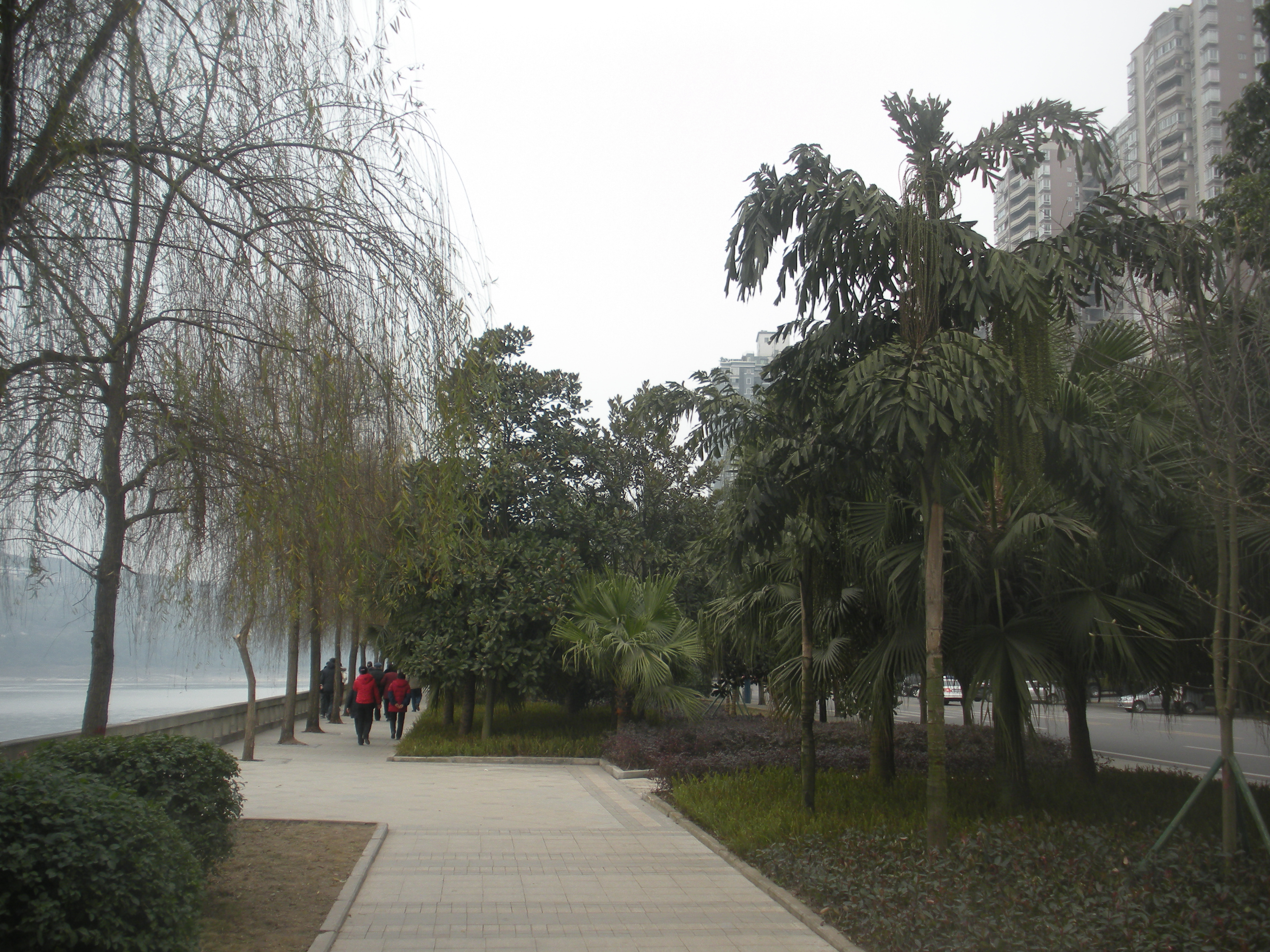
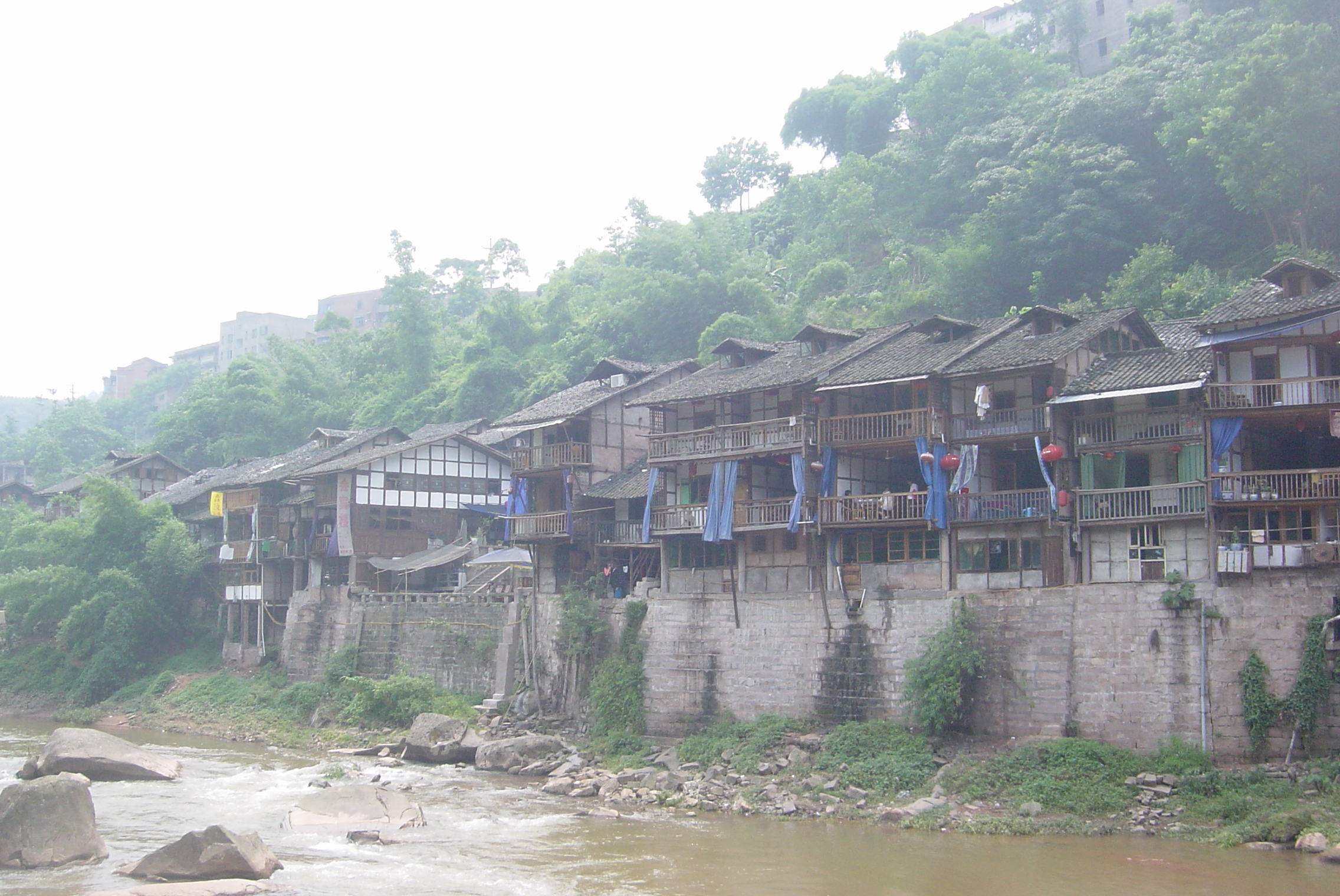
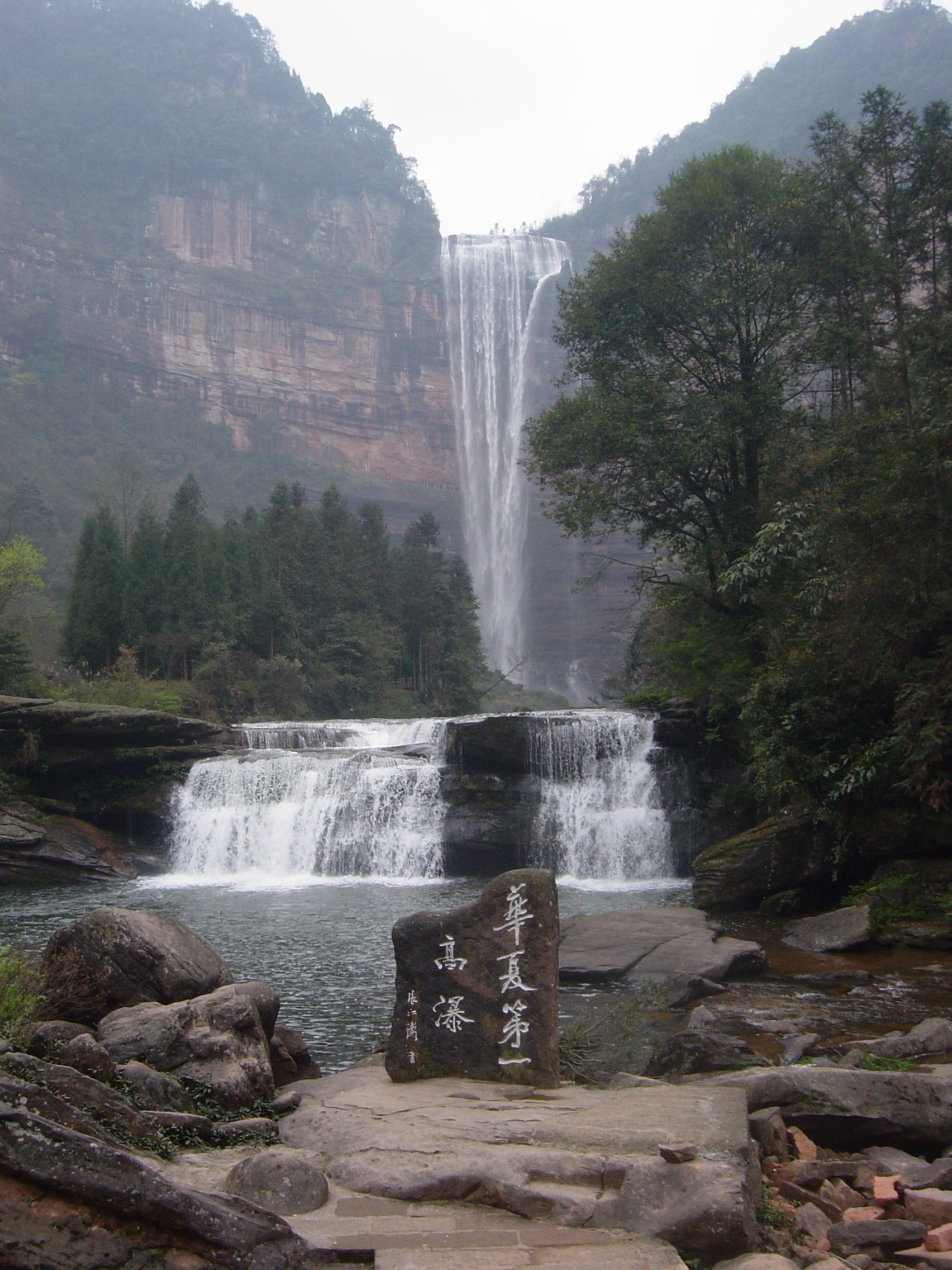
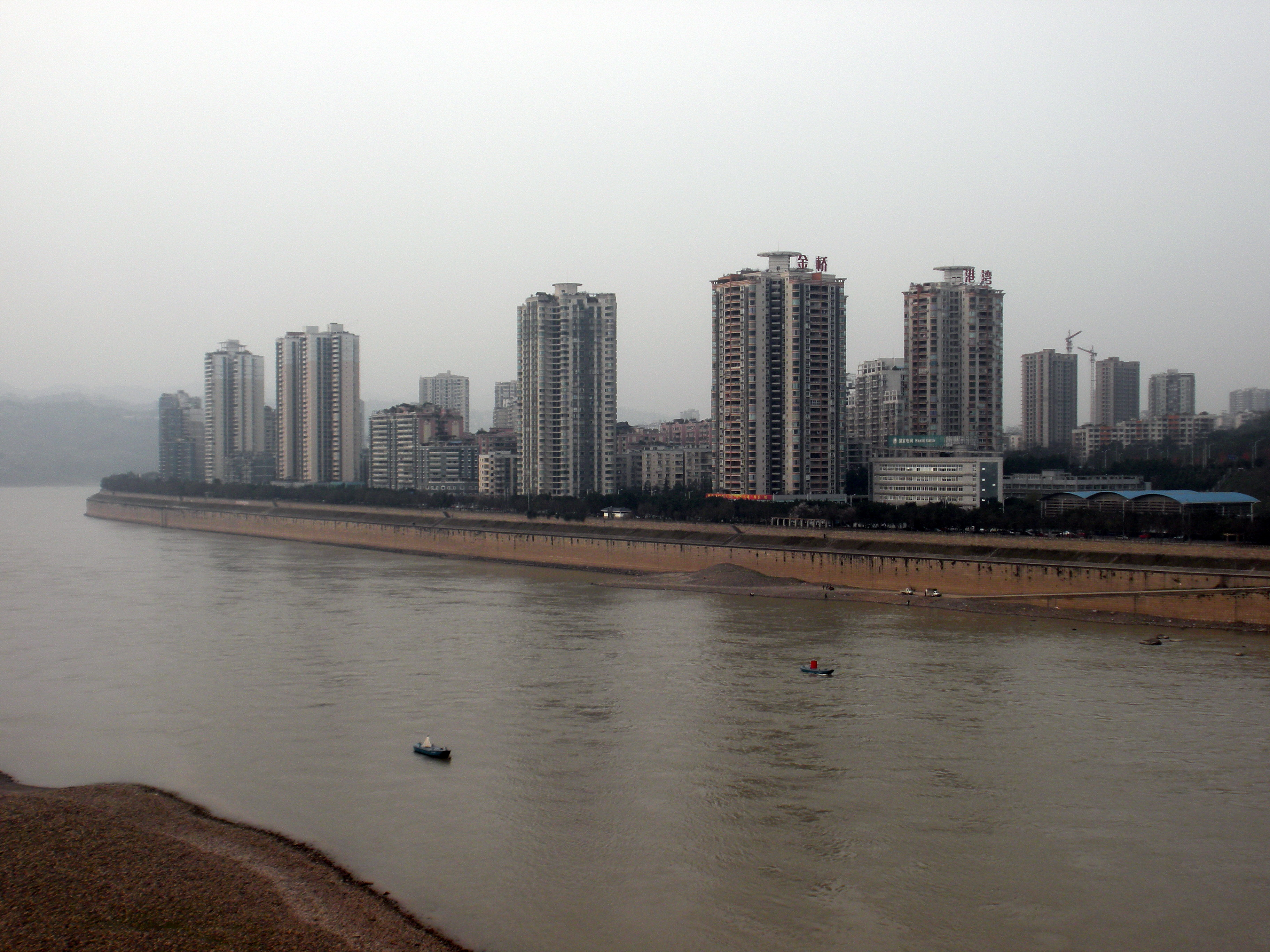
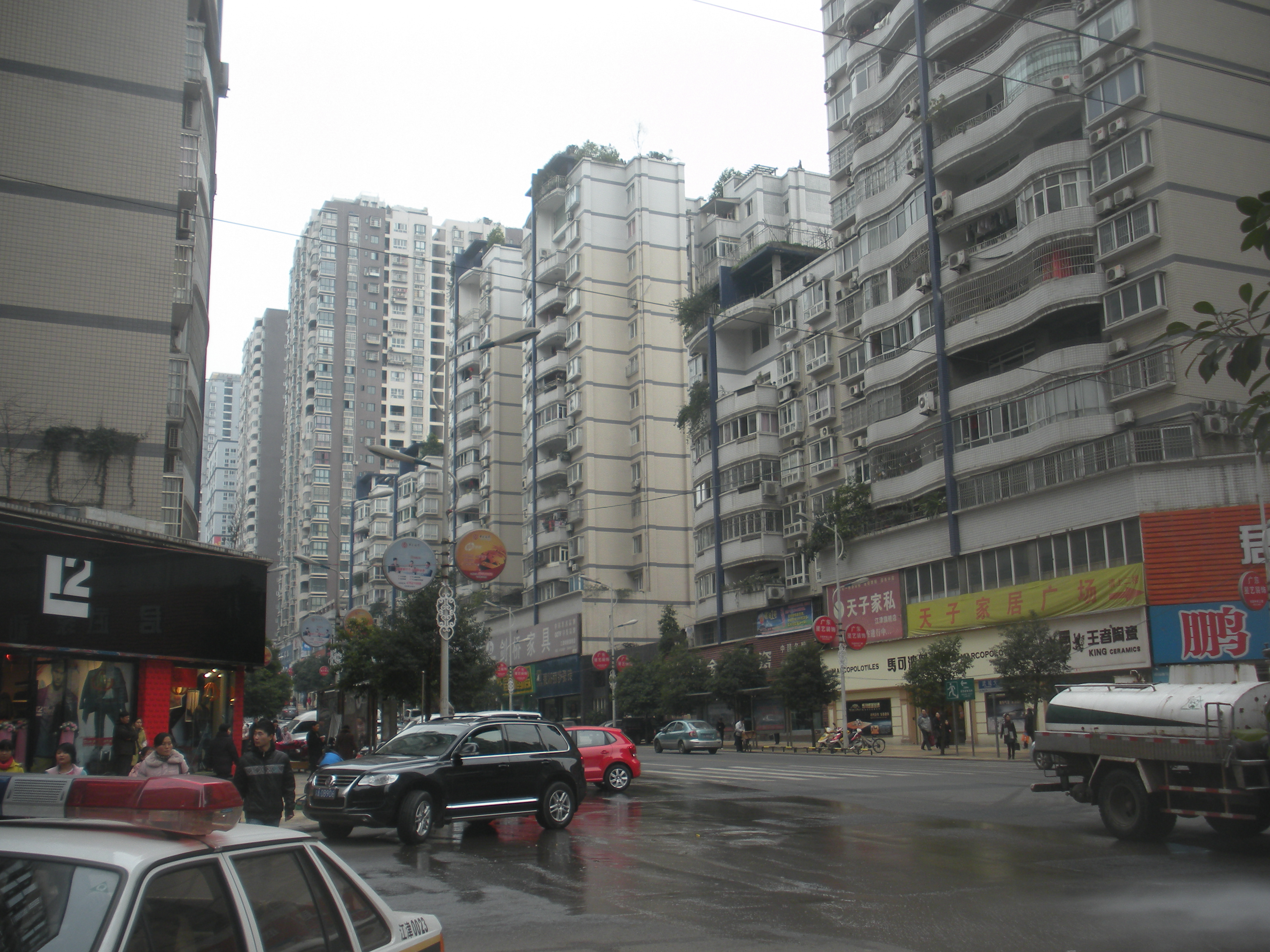